# Eusebius Amort
Eusebius Amort (Bibermühle, 15 novembre 1692 – Polling, 15 febbraio 1775) è stato un teologo tedesco.
Dopo l'infanzia trascorsa a Bibermühle (presso Tölz, in Alta Baviera) studiò a Monaco, ed in giovane età si unì all'ordine dei Canonici regolari di Polling, dove, dopo essere stato ordinato nel 1717, iniziò ad insegnare teologia e filosofia; lì, nel 1722, fondò la rivista «Parnassus Boicus».
Nel 1733 si trasferì a Roma dove rimase per due anni, come teologo presso il cardinale Niccolò Maria Lercari. Tornò a Polling nel 1735 e dedicò il resto della sua vita agli studi. Morì a Polling il 5 febbraio 1775.
Amort, che aveva la reputazione di essere uno degli uomini più istruiti del suo tempo, fu uno scrittore estremamente prolifico e trattò gli argomenti più diversi, dalla poesia all'astronomia, dalla teologia dogmatica al misticismo.
È ricordato, assieme a Sant'Alfonso Maria de' Liguori, come il fondatore del sistema morale dell'equiprobabilismo nella teologia cattolica.

## Opere
Le sue opere più conosciute sono: 
- il trattato astronomico Nova philosophiae planetarum et artis criticae Systemata Adumbrata (Norimberga, 1723).
- Philosophia Pollingana ad normam Burgundicae (1730)
- un'opera sulle indulgenze, spesso criticata dagli autori protestanti, De Origine, Progressu, Valore et Fructu Indulgentiarum (Augusta, 1735)
- un trattato sul misticismo in 2 volumi, De Revelationibus et Visionibus et Apparationibus Privatis Regulæ ... (1744)
- Vetus disciplina Canonicorum Regularium et Saecularium (Venezia, 1747-1748).
- Controversia de Revelationibus Agredanis (1749)
- una difesa della dottrina cattolica, intitolata Demonstratio critica religionis Catholicae (Venezia, 1744, Augusta, 1751 e Würzburg, 1752)
- un manuale di teologia in 4 volumi, Theologia eclectica, moralis et scholastica (Augusta, 1752, che fu rivista da Benedetto XIV prima della sua ripubblicazione a Bologna nel 1753)
- Nova Demonstratio de falsitate Revelationum Agredanarum ... (1751)
- Theologia moralis inter rigorem et laxitatem media (Augusta, 1757)
- il manuale in 3 volumi Elementa iuris canonici (1757)

Si ricordano anche i contributi alla questione autorale della «Imitatio Christi», da lui attribuita a Tommaso da Kempis, raccolti nell'articolo di C. Toussaint contenuto nel Dictionnaire de théologie di Alfred Vacant (1900, colonne 1115-1117).